# Dieter Schönig
Dieter Schönig (* 16. Januar 1944; † 2. April 2010) war ein deutscher Fußballtorwart.

## Sportliche Laufbahn
Schönig stand in den Spielzeiten 1965/66 und 1966/67 im DDR-Fußball in der Staffel Nord beim Zweitligisten BSG Motor Köpenick im Tor. Auch in der Folgesaison 1967/68 hütet er nach einem Wechsel innerhalb Ost-Berlins in dieser Liga bei SG Lichtenberg 47 noch anfangs das Tor. Nach einer Sperre aus dem Winter 1967/68 musste er bis zum Spätsommer 1968 pausieren. Nach Beginn des Spieljahres 1968/69 kommt Schönig für die ASG Vorwärts Stralsund zum Einsatz. In den nachfolgenden Jahren wurde Schönig zum Stammtorhüter der Stralsunder Ligamannschaft. 1970/71 gelang den Stralsundern der Aufstieg in die DDR-Oberliga, Schönig stand dabei in allen 26 Punktspielen im Kasten. Im Oberligajahr 1971/72 stand Schönig ebenfalls in allen 26 Spielen im Tor der Stralsunder, die nur auf den letzten Tabellenplatz kamen.
1972/73 dominierten die Stralsunder in der Ligastaffel A, scheiterten aber in der Aufstiegsrunde. 1973/74 kam Schönig in 25 der 30 Ligaspiele zum Einsatz. Der Mannschaft gelang nach den Aufstiegsspielen auf Grund des besseren Torverhältnisses gegenüber dem 1. FC Union Berlin die Rückkehr ins Oberhaus. In der Oberligasaison 1974/75 stand Schönig in allen 26 Spielen im Stralsunder Kasten. Jedoch konnte Schönig mit seinen sehr guten Leistungen (punktbester Spieler der Fachzeitung fuwo – Die neue Fußballwoche) nicht verhindern, dass die Stralsunder erneut den letzten Platz belegten. Er hielt dabei zwei Strafstöße, darunter am letzten Spieltag beim 1:1 gegen den FC Hansa Rostock, das die Rostocker zum zweiten Absteiger machte, einen des Rostocker Stürmers Joachim Streich. Von 1975 bis 1983 stand Schönig im Tor der Stralsunder Ligamannschaft, die 1976/77 und 1981/82 erfolglos an der Aufstiegsrunde teilnahm.
Im Achtelfinale des FDGB-Pokals 1977/78 gegen den FC Carl Zeiss Jena legte Schönig im Hinspiel mit einer herausragenden Leistung auf dem Ernst-Abbe-Sportfeld den Grundstock für den 2:1-Überraschungssieg der Stralsunder beim feldüberlegenen Favoriten. Auch im Rückspiel ließ Schönig nur ein Tor zu, so dass die Stralsunder nach dem 0:1 ins Viertelfinale einzogen.

## Weiterer Werdegang
Im Jahre 1983 beendete Schönig seine aktive sportliche Laufbahn. Anschließend arbeitete er als Trainer. Zuletzt war Schönig seit 2008 in der Landesklasse Torwarttrainer bei Blau-Weiß Petershagen-Eggersdorf. Schönig verstarb 2010 an einer schweren Krankheit.